# Vicia janeae
Vicia janeae là một loài thực vật có hoa trong họ Đậu. Loài này được Mardal. miêu tả khoa học đầu tiên.